# 3-dehidrohinat sintaza II
3-dehidrohinat sintaza II (EC 1.4.1.24, DHQ sintaza II, MJ1249 (gen), aroB' (gen)) je enzim sa sistematskim imenom 2-amino-3,7-didezoksi-D-treo-hept-6-ulozonat:NAD+ oksidoreduktaza (deaminacija). Ovaj enzim katalizuje sledeću hemijsku reakciju
2-amino-3,7-didezoksi--treo-hept-6-ulozonat + H2O + NAD+ {\displaystyle \rightleftharpoons } 3-dehidrohinat + NH3 + NADH + H+
Ovaj enzim, koji je izolovan iz arheje Methanocaldococcus jannaschii, učestvuje u alternativnom putu biosinteze 3-dehidrohinata (DHQ), intermedijera kanoničkog puta biosinteze aromatičnih aminokiselina.

## Literatura
- Nicholas C. Price; Lewis Stevens (1999). Fundamentals of Enzymology: The Cell and Molecular Biology of Catalytic Proteins (Third изд.). USA: Oxford University Press. ISBN 019850229X.
- Eric J. Toone (2006). Advances in Enzymology and Related Areas of Molecular Biology, Protein Evolution (Volume 75 изд.). Wiley-Interscience. ISBN 0471205036.
- Branden C; Tooze J. Introduction to Protein Structure. New York, NY: Garland Publishing. ISBN 0-8153-2305-0.
- Irwin H. Segel. Enzyme Kinetics: Behavior and Analysis of Rapid Equilibrium and Steady-State Enzyme Systems (Book 44 изд.). Wiley Classics Library. ISBN 0471303097.
- William P. Jencks (1987). Catalysis in Chemistry and Enzymology. Dover Publications. ISBN 0486654605.

## Spoljašnje veze
- 3-dehydroquinate+synthase+II на 